# NGC 5539
NGC 5539 is een spiraalvormig sterrenstelsel in het sterrenbeeld Ossenhoeder. Het hemelobject werd op 24 april 1830 ontdekt door de Britse astronoom John Herschel.

## Synoniemen
- MCG 1-36-33
- ZWG 46.84
- PGC 51054